# Olszówka (Gąsiorki)
Olszówka – przysiółek wsi Gąsiorki w Polsce, położony w województwie pomorskim, w powiecie tczewskim, w gminie Morzeszczyn.
W latach 1975–1998 przysiółek należał administracyjnie do województwa gdańskiego.